# Angela (John Lennon-låt)
Angela är en låt från 1972 av John Lennon och Yoko Ono på albumet Some Time in New York City. Angela skrevs till stöd för Angela Davis, en medlem av svarta pantrarna som åtalades och slutligen frikändes för inblandningen av mordet på domaren Harold Haley i Kalifornien. Lennon började med låten efter att han i september 1971 anlänt till New York. Även Rolling Stones skrev en låt, Sweet Black Angel, tillägnad Angela Davis.